# Gönnersdorf (Neuwied)
Gönnerdorf est aujourd’hui un quartier de la localité de Feldkirchen, incorporé dans la ville de Neuwied dans le nord de Rhénanie-Palatinat, en Allemagne.

## Histoire
Le territoire du village de Gönnersdorf fut occupé par des êtres humains depuis des temps très reculés. En 1968 y furent trouvés les restes d’un camp de chasseurs de la période glaciaire d’il y a 15000 ans. Cette découverte fut par la suite explorée par le préhistorien Gerhard Bosinski (de). Le site « archéologique de Gönnersdorf » obtint une renommée mondiale, notamment par les objets d’art découverts, comme les gravures sur plaques d’ardoises ou les figurines de Vénus (de),.
Le hameau de Rockenfeld s’est séparé de Gönnersdorf en 1693.
Egalement à Gönnersdorf se trouve le « Beunehof », le dernier bâtiment du domaine d’un certain Günther/Gunther. Les propriétaires ont été anoblis pour devenir des chevaliers. Apparentés par alliance avec les comtes de Hammerstein, ils héritèrent le château fort de Hammerstein, à L’extinction de la lignée directe des Hammmerstein.